# An Post
An Post (укр. Ен Пост) — національний оператор поштового зв'язку Ірландії зі штаб-квартирою в Дубліні. Є державною акціонерною компанією та перебуває у підпорядкуванні уряду Ірландії. Член Всесвітнього поштового союзу.

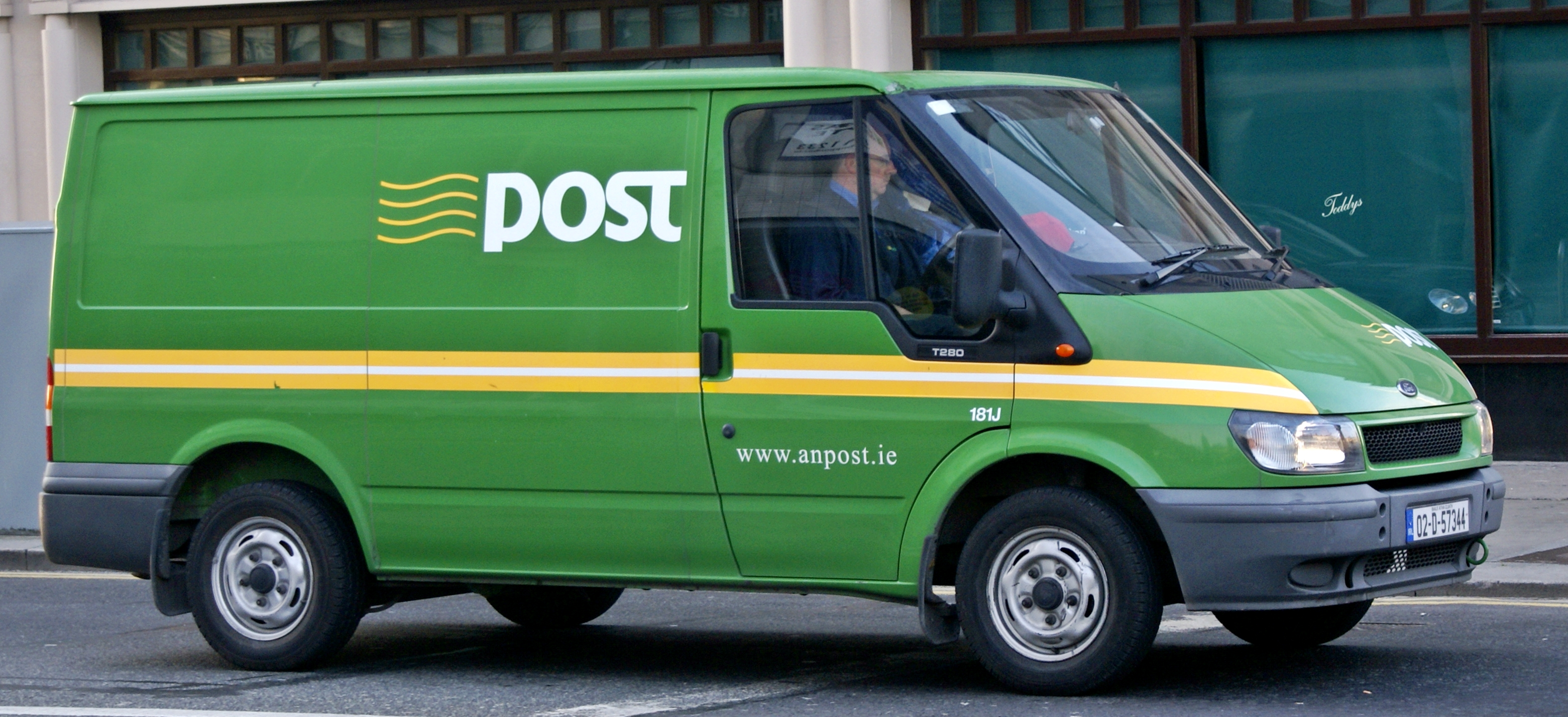
Фірмовий автомобіль

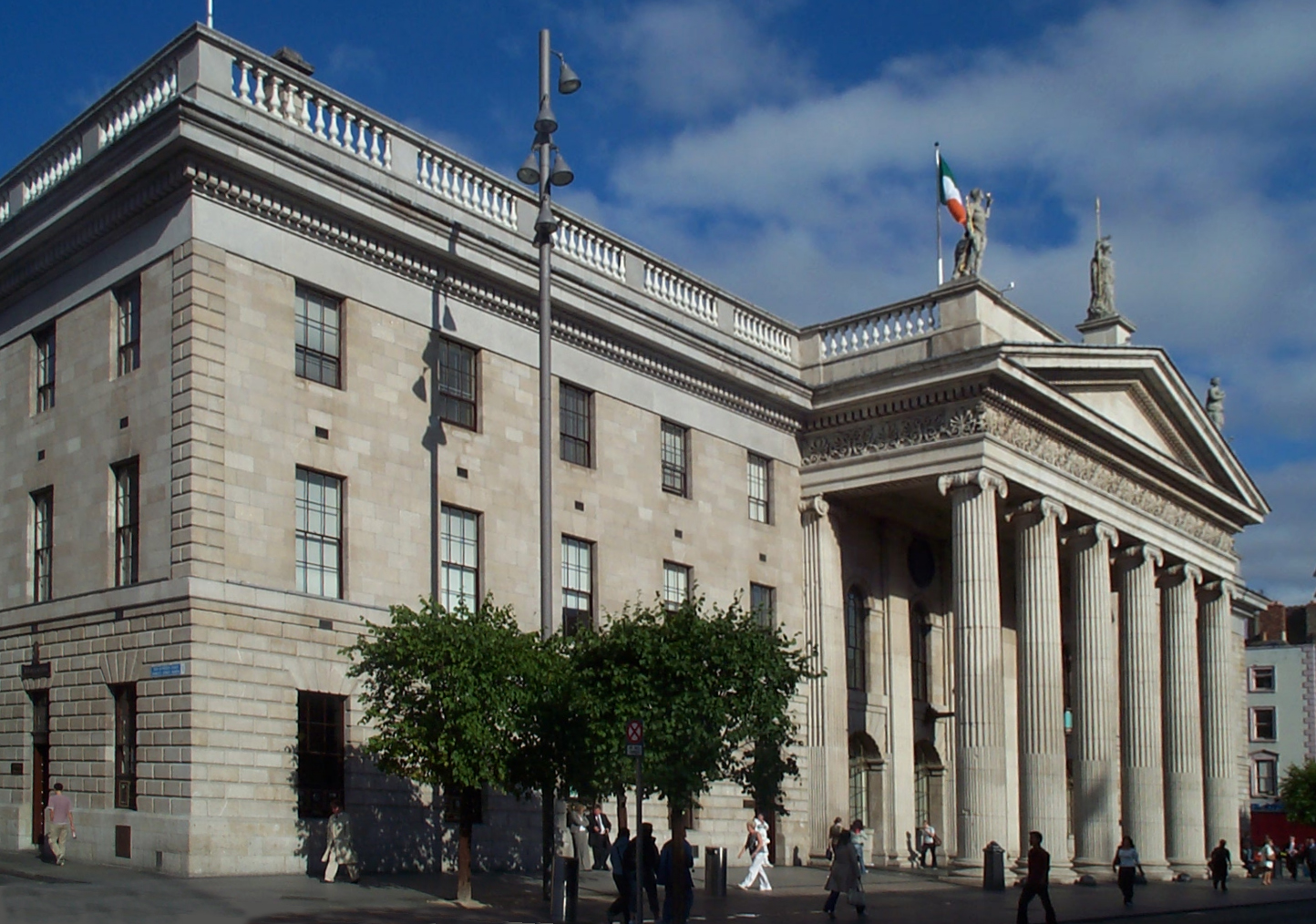
Штаб-квартира компанії в Дубліні

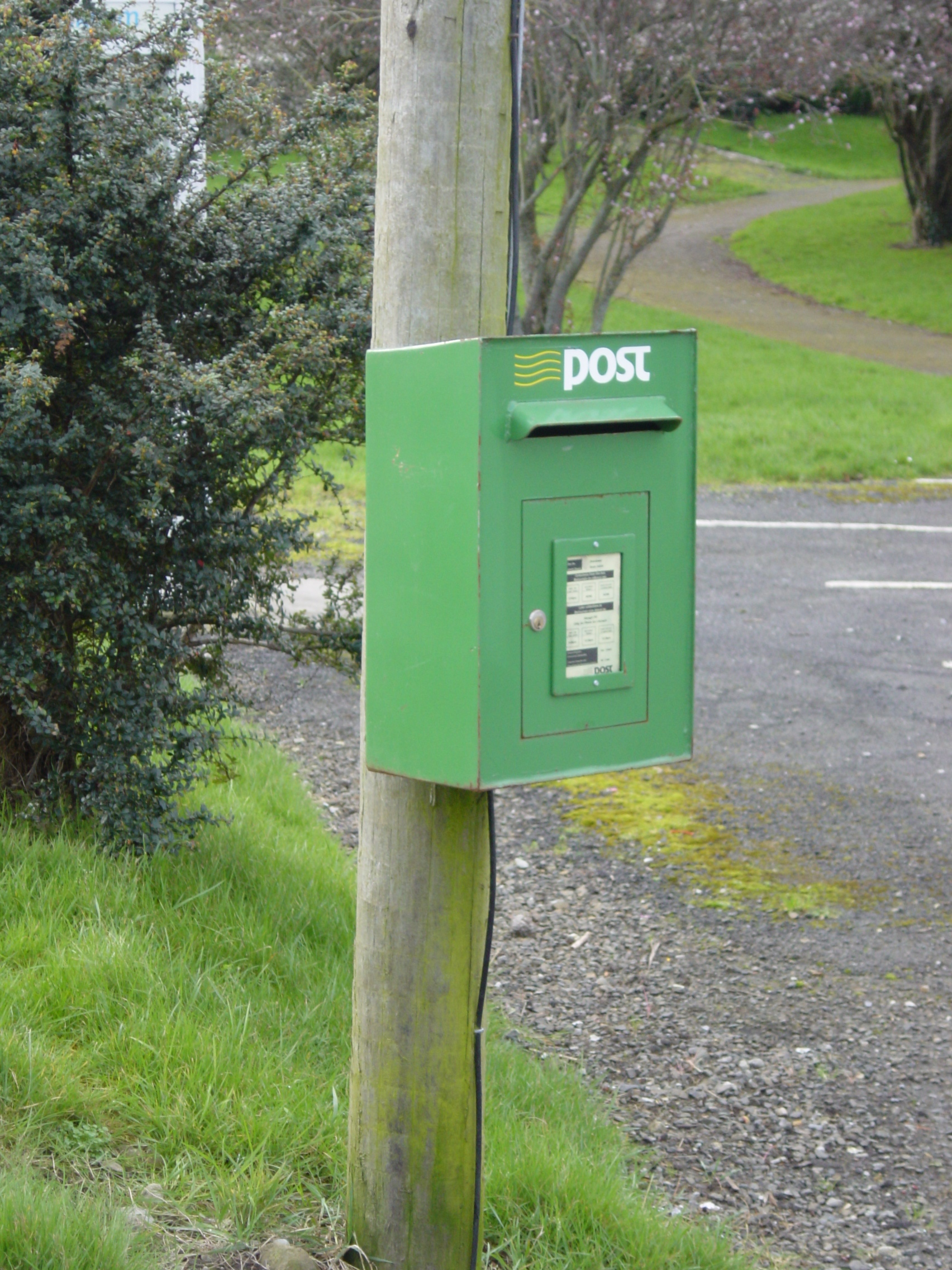
Типова поштова скринька, закріплена на електрричні або телефонній опорі

## Історія
Державний оператор поштового зв'язку Ірландії створений у 1984 році. Згідно положень Закону про поштові та телекомунікаційні послуги 1983 року Міністерство пошти та телеграфу було ліквідовано, а натомість створено два державних підприємства — оператор поштового зв'язку «An Post» та телекомунікаціний провайдер «Telecom Éireann».
Станом на 2020 рік «An Post» є одним з найбільших роботодавців в Ірландії, однак є тенденція до скорочення кадрів. У 2020 році єдиний сортувальний центр Манстера у Корку закрився. Закриття окремих відділень у сільській місцевості мало визначальні загальнополітичні наслідки для країни. У 2014 році компанія отримала прибуток вперше за вісім років. Станом на 2018 рік в Ірландії діяло близько 1 100 відділень поштового зв'язку та понад 100 поштових агентів.
Ірландський уряд оголосив про введення в Ірландії системи поштових індексів «Eircode» з 2008 року, однак сама ж «An Post» виступала проти системи. Впровадження системи поштових індексів відбулося тільки 13 липня 2015 року.
Усі поштові відправлення, що прибувають в Ірландію, проходять через поштовий центр «An Post» у Порт-Ліїше, де здійснюється митний контроль міжнародної пошти.

## Структура та діяльність
«An Post» має активи у ряді спільних підприємств та дочірніх підприємств. На окремі з них компанія має повне право власності, в інших є співвласником (зокрема «An Post National Lottery Company» та «Prize Bond Company Limited»).

### An Post National Lottery Company
«An Post» до лютого 2014 року мала ліцензію, видану Міністерством фінансів, на здійснення операцій, пов'язаних з національною лотереєю через дочірню компанію «An Post National Lottery Company». З 2014 року оператором національної лотереї є «Premier Lottery Ireland», акціонером якої є «An Post».

### An Post Transaction Services
У 2003 році «An Post» створила новий підрозділ для здійснення банківських транзакцій, що отримав назву «Post Postaction Services» або «PostTS». Було переформатовано мережу поштових відділень на «Post Office» та «Oifig an Phoist», де надаються банківські послуги спільно з партнерськими ірландськими банками. Тоді ж поштові агенти розпочали розповсюдження друкованих видань через дочірню компанію «PostPoint», створену в 2000 році як сервіс з продажу поповнення для мобільних телефонів абонентам «Eircell».
У 2005 році «PostTS» продала свої закордонні активи.
У період між 2005 і 2006 роками «An Post» продала власну частку у «Post TS UK» та «An Post Transaction Services» компанії «Alphyra» за суму в 59,3 млн. євро.

### Geodirectory
Спільна компанія «An Post» та «Ordnance Survey Ireland» під назвою «Geodirectory» — служба, що надає базу даних будівель та адрес в Ірландії, а також деталі їх геолокації. Система зберігає записи про 2,2 мільйона об'єктів, які є споживачами пощтових послуг. «GeoDirectory» присвоює кожному об'єкту власний ідентифікатор — унікальну, перевірену адресу у стандартизованому форматі, разом із геокодом, який ідентифікує кожну адресу у країні. «Geodirectory» також має мобільний застосунок під назвою «GeoFindIT».

### Postbank
5 жовтня 2006 року «An Post» підписала угоду про створення спільного підприємства з «Fortis» для надання фінансових послуг через мережу поштових відділень. Спільне підприємство з «BNP Paribas» створене для надання фінансових послуг на ірландському ринку, включно зі щоденними банківськими операціями, ощадними послугами, страхування, іпотечними кредитами та обігом банківських карток. «PostPoint» та страховий бізнес компанії «One Direct» мали стати частиною нової компанії з доступом до поштової мережі. У квітні 2007 року відбувся пресреліз нового банку під назвою «Postbank» (повна назва «Postbank Ireland Limited»). До лютого 2010 року було оголошено про закриття підрозділу «Postbank» і до грудня того ж року припинено фінансову діяльність.

### Postbus
У період між 1982 та 2004 роками компанія експлуатувала поштовий автобусний маршрут, що сполучав Енніс з поселеннями графства Клер.

### Телебачення
«An Post» є найбільшим і основним провайдером телебачення в Ірландії. Компанія здійснює прийом оплати та обслуговування телемереж країни.

## Розробка
У 2009 році An Post спонсорував проєкт листівок під назвою «C Both Sides», який тривав протягом року, і громадськість запрошувала створювати листівки на різні теми. У лютому 2012 року Комісія з регулювання зв'язку (ComReg) почала судовий розгляд проти An Post через якість його послуг. Пост сказав, що був "здивований" рішенням.
У серпні 2018 року було оголошено про закриття всіх поштових відділень, які обслуговують населення менш ніж 500 осіб (за винятком офшорних островів). Однак три з цих 159 відділень були «пощадені» закриттям після місцевих кампаній у Баллінскеллігсі (Керрі), Кліффоні (Слайго) та Баллікрой (Мейо).

## Галерея
|                                                   |
| Поштове відділення у Кінкаслосі, графство Донегол |

|                                                  |
| Поштове відділення у Проспересі, графство Кілдер |

|                                                    |
| Брендований поштовий автомобіль поблизу відділення |

|                           |
| Історичний поштовий вагон |